# Chita Rivera
Chita Rivera, geboren als Dolores Conchita Figueroa del Rivero (Washington D.C., 23 januari 1933 – New York, 30 januari 2024), was een Amerikaanse musicalactrice, zangeres en danseres. Ze werd vooral bekend vanwege haar lange carrière op Broadway, met rollen in onder andere West Side Story, Chicago, The Rink en Kiss of the Spider Woman.

## Biografie
Rivera werd geboren als dochter van een Puerto Ricaanse vader, klarinettist en saxofonist voor de United States Navy Band, en een moeder van Schotse, Ierse en Afro-Amerikaanse afkomst. Ze groeide op in Washington , maar vertrok naar New York toen ze een studiebeurs voor de School of American Ballet ontving. Rivera woonde gedurende haar opleiding bij familie in The Bronx.
Na het afronden van haar opleiding in 1951 debuteerde ze in 1953 op Broadway in de musical Guys and Dolls. Rivera brak in 1957 door als de personage Anita in West Side Story. Daarna speelde ze onder andere in Bye Bye Birdie (1960), Bajour (1964), Chicago (1975), Bring Back Birdie (1981), Merlin (1983), The Rink (1984), Jerry's Girls (1985) en Kiss of the Spider Woman (1993). The Visit (2015) was haar laatste Broadway-productie.
In totaal zou Rivera meer dan zes decennia op de planken staan en wordt ze op Broadway gezien als een legende. Naast theater speelde ze ook verschillende rollen in films en televisieseries.  

## Onderscheidingen
Rivera werd gedurende haar carrière tien keer genomineerd voor een Tony Award – bij haar overlijden een record dat ze deelde met Julie Harris en Audra McDonald – en won de prijs tweemaal. In 2009 kreeg Rivera de Presidential Medal of Freedom van de toenmalige Amerikaanse president Barack Obama.
- 1984 – Tony Award (beste hoofdrolspeelster in een musical) voor haar rol in The Rink
- 1984 – Drama Desk Award (beste actrice in een musical) voor haar rol in The Rink
- 1993 – Tony Award (beste hoofdrolspeelster in een musical) voor haar rol in Kiss of the Spider Woman
- 1993 – Drama Desk Award (beste actrice in een musical) voor haar rol in Kiss of the Spider Woman
- 2002 – Kennedy Center Honors
- 2009 – Presidential Medal of Freedom
- 2015 – Drama League Award (beste prestatie) voor haar rol in The Visit
- 2015 – Theatre World Award (algehele oeuvre)
- 2018 – Tony Lifetime Achievement Award (algehele oeuvre)

## Persoonlijk leven
Rivera trouwde in 1957 met de Amerikaanse musicalacteur Tony Mordente, met wie ze een dochter kreeg. Het paar scheidde in 1966. 
Op 30 januari 2024 overleed ze na een kort ziekbed op 91-jarige leeftijd.
- Bibsys: 3084600
- Biblioteca Nacional de España: XX1621891
- Bibliothèque nationale de France: cb13837954p (data)
- Gemeinsame Normdatei: 134498798
- International Standard Name Identifier: 0000 0001 1437 0350
- Library of Congress Control Number: n85121082
- MusicBrainz: 36b32b1d-f729-4d7a-a630-04befbb9589a
- Nationale Bibliotheek van Tsjechië: xx0089466
- Nationale bibliotheek van Australië: 35647670
- Nationale Bibliotheek van Israël: 987007457299705171
- SNAC: w6941h85
- Système universitaire de documentation: 147415152
- Trove: 1026026
- Virtual International Authority File: 5116432
- WorldCat: E39PBJwRMVXqctTKbG4844DKBP